# Walt Lloyd
Walter "Walt" Lloyd er en fiktiv person i tv-serien Lost, spillet af Malcolm David Kelly. Walt er 10 år og hans biologiske forældre er Michael Dawson og Susan Lloyd. Michael overdrager sin forældremyndighed til Susans nye kæreste, Brian Porter, og er ikke tilstedeværende i størstedelen af Walts barndom.

## Baggrund

### Personlighed
Walt er modnet betydeligt i en alder af 10 år, som følge af de talrige oplevelser og erfaring han har gjort sig. Hans mor døde kort før flystyrtet og han har flyttet mange gange. Det vides at han blandt andet har boet i Amsterdam og Sydney; Det forklarer også hans manglende accent – påpeget af Locke.
Walt er beskrevet som "speciel," af blandt andet Brian Porter og Tom;
Bea Klugh spørger Michael om Walt nogensinde er dukket op på steder, hvor han ikke burde være.

### Produktionsvanskeligheder
Produktionsholdet har hele tiden vidst at de med tiden ville få problemer med Malcolms alder. Historien på øen løber ikke engang et år, mens skuespilleren når at have fødselsdag fem-seks gange. I "Through the Looking Glass" har Walt åbenlyst en mørkere stemme og et ældre udseende, da han på det givende tidspunkt ikke havde medvirket i et godt et år.

## Biografi

### Før flystyrtet
Før flystyrtet flyttede Walt ofte, sammen med sin mor. På tidspunktet hvor faderen Michael Dawson omsider forenes med sin søn, bor de i Australien. Efter Walts mor døde, rejste stedfaderen Brian over til Michael, og fortalte at han ikke var i stand til at tage sig af Walt.

### Efter flystyrtet

#### Sæson 1
Walt løber meget omkring, og tilbringer meget tid sammen med John Locke, ude på øen. Walt er det eneste kendte barn, inden Claire Littleton føder sit barn i slutningen af sæson 1.

#### Sæson 2
Walt er blevet kidnappet, og hans far, Michael Dawson, prøver at befri ham.

#### Sæson 3
Walt viser sig kun kort i sæson 3, men spiller alligevel en betydelig rolle i det sidste afsnit "Through the Looking Glass".

## Trivia
Tekst mangler, hjælp os med at skrive teksten